# MALAT1
MALAT-1（英語：的缩写，也称为NEAT2）是一个长链非编码RNA基因，表达于细胞核，在哺乳动物中高度保守。MALAT-1參與調控細胞核的組織、mRNA的選擇性剪接、DNA的表觀遺傳修飾等細胞中的多種反應，可控制參與腫瘤遠端轉移的基因表現。此RNA表現異常與糖尿病與癌症等多種疾病有關，其高表現和多種癌症較差的存活率呈正相關。